# Cúp C1 châu Âu 1955–56
Cúp C1 châu Âu 1955–56 là mùa giải đầu tiên của Cúp C1 châu Âu, giải đấu bóng đá hàng đầu của UEFA. Vô địch giải này là Real Madrid khi thắng Stade Reims 4–3 trong trận chung kết tại Công viên các Hoàng tử, Paris, ngày 13 tháng 6 năm 1956.
Các câu lạc bộ tham gia trong năm mùa giải đầu tiên của cúp Châu Âu đã được lựa chọn bởi tạp chí bóng đá Pháp L'Équipe trên cơ sở là các câu lạc bộ đại diện và có uy tín ở châu Âu. Trong số các đội được lựa chọn ban đầu, Chelsea của Anh bị Hiệp hội bóng đá Anh cấm tham gia bởi vì họ cho rằng giải đấu làm cho đội bóng Anh sao nhãng giải trong nước. Chelsea được thay thế bằng Gwardia Warszawa của Ba Lan. Ngoài ra, các đội Holland Sport, Honvéd và BK Copenhagen đã từ chối cơ hội lần lượt đại diện cho Hà Lan, Hungary và Đan Mạch, và được thay thế bằng PSV Eindhoven, Vörös Lobogó và AGF Aarhus. Đây cũng là giải đấu duy nhất của UEFA bao gồm một đại diện của Saarland, quốc gia nhập vào Tây Đức năm 1957.
Vòng đấu đầu tiên được các nhà tổ chức sắp xếp cặp thi đấu và không được phân cặp ngẫu nhiên như trường hợp của tất cả các trận đấu Cúp Châu Âu trong tương lai.

## Các đội
| Rapid Wien   | Anderlecht  | AGF Aarhus      | Stade Reims      |
| Vörös Lobogó | Milan       | PSV Eindhoven   | Gwardia Warszawa |
| Sporting CP  | Saarbrücken | Hibernian       | Real Madrid      |
| Djurgården   | Servette    | Rot-Weiss Essen | Partizan         |

## Tóm tắt
|  | Vòng một         | Vòng một     | Vòng một | Vòng một |   |             | Tứ kết | Tứ kết | Tứ kết | Tứ kết |  |             | Bán kết | Bán kết | Bán kết | Bán kết |             |   | Chung kết | Chung kết |
|  |                  |              |          |          |   |             |        |        |        |        |  |             |         |         |         |         |             |   |           |           |
|  | Servette         | 0            | 0        | 0        |   |             |        |        |        |        |  |             |         |         |         |         |             |   |           |           |
|  | Real Madrid      | 2            | 5        | 7        |   |             |        |        |        |        |  |             |         |         |         |         |             |   |           |           |
|  | Real Madrid      | 2            | 5        | 7        |   | Real Madrid | 4      | 0      | 4      |        |  |             |         |         |         |         |             |   |           |           |
|  |                  |              |          |          |   | Real Madrid | 4      | 0      | 4      |        |  |             |         |         |         |         |             |   |           |           |
|  |                  | Partizan     | 0        | 3        | 3 |             |        |        |        |        |  |             |         |         |         |         |             |   |           |           |
|  | Sporting CP      | Partizan     | 0        | 3        | 3 | 3           | 2      | 5      |        |        |  |             |         |         |         |         |             |   |           |           |
|  | Sporting CP      |              |          |          |   | 3           | 2      | 5      |        |        |  |             |         |         |         |         |             |   |           |           |
|  | Partizan         | 3            | 5        | 8        |   |             |        |        |        |        |  |             |         |         |         |         |             |   |           |           |
|  | Partizan         | 3            | 5        | 8        |   |             |        |        |        |        |  | Real Madrid | 4       | 1       | 5       |         |             |   |           |           |
|  |                  |              |          |          |   |             |        |        |        |        |  | Real Madrid | 4       | 1       | 5       |         |             |   |           |           |
|  |                  | Milan        | 2        | 2        | 4 |             |        |        |        |        |  |             |         |         |         |         |             |   |           |           |
|  | Rapid Wien       | Milan        | 2        | 2        | 4 | 6           | 0      | 6      |        |        |  |             |         |         |         |         |             |   |           |           |
|  | Rapid Wien       |              |          |          |   | 6           | 0      | 6      |        |        |  |             |         |         |         |         |             |   |           |           |
|  | PSV Eindhoven    | 1            | 1        | 2        |   |             |        |        |        |        |  |             |         |         |         |         |             |   |           |           |
|  | PSV Eindhoven    | 1            | 1        | 2        |   | Rapid Wien  | 1      | 2      | 3      |        |  |             |         |         |         |         |             |   |           |           |
|  |                  |              |          |          |   | Rapid Wien  | 1      | 2      | 3      |        |  |             |         |         |         |         |             |   |           |           |
|  |                  | Milan        | 1        | 7        | 8 |             |        |        |        |        |  |             |         |         |         |         |             |   |           |           |
|  | Milan            | Milan        | 1        | 7        | 8 | 3           | 4      | 7      |        |        |  |             |         |         |         |         |             |   |           |           |
|  | Milan            |              |          |          |   | 3           | 4      | 7      |        |        |  |             |         |         |         |         |             |   |           |           |
|  | Saarbrücken      | 4            | 1        | 5        |   |             |        |        |        |        |  |             |         |         |         |         |             |   |           |           |
|  | Saarbrücken      | 4            | 1        | 5        |   |             |        |        |        |        |  |             |         |         |         |         | Real Madrid | 4 |           |           |
|  |                  |              |          |          |   |             |        |        |        |        |  |             |         |         |         |         |             | 4 |           |           |
|  |                  | Stade Reims  | 3        |          |   |             |        |        |        |        |  |             |         |         |         |         |             |   |           |           |
|  | AGF Aarhus       | Stade Reims  | 3        | 0        | 2 | 2           |        |        |        |        |  |             |         |         |         |         |             |   |           |           |
|  | AGF Aarhus       |              |          | 0        | 2 | 2           |        |        |        |        |  |             |         |         |         |         |             |   |           |           |
|  | Stade Reims      | 2            | 2        | 4        |   |             |        |        |        |        |  |             |         |         |         |         |             |   |           |           |
|  | Stade Reims      | 2            | 2        | 4        |   | Stade Reims | 4      | 4      | 8      |        |  |             |         |         |         |         |             |   |           |           |
|  |                  |              |          |          |   | Stade Reims | 4      | 4      | 8      |        |  |             |         |         |         |         |             |   |           |           |
|  |                  | Vörös Lobogó | 2        | 4        | 6 |             |        |        |        |        |  |             |         |         |         |         |             |   |           |           |
|  | Vörös Lobogó     | Vörös Lobogó | 2        | 4        | 6 | 6           | 4      | 10     |        |        |  |             |         |         |         |         |             |   |           |           |
|  | Vörös Lobogó     |              |          |          |   | 6           | 4      | 10     |        |        |  |             |         |         |         |         |             |   |           |           |
|  | Anderlecht       | 3            | 1        | 4        |   |             |        |        |        |        |  |             |         |         |         |         |             |   |           |           |
|  | Anderlecht       | 3            | 1        | 4        |   |             |        |        |        |        |  | Stade Reims | 2       | 1       | 3       |         |             |   |           |           |
|  |                  |              |          |          |   |             |        |        |        |        |  | Stade Reims | 2       | 1       | 3       |         |             |   |           |           |
|  |                  | Hibernian    | 0        | 0        | 0 |             |        |        |        |        |  |             |         |         |         |         |             |   |           |           |
|  | Djurgården       | Hibernian    | 0        | 0        | 0 | 0           | 4      | 4      |        |        |  |             |         |         |         |         |             |   |           |           |
|  | Djurgården       |              |          |          |   | 0           | 4      | 4      |        |        |  |             |         |         |         |         |             |   |           |           |
|  | Gwardia Warszawa | 0            | 1        | 1        |   |             |        |        |        |        |  |             |         |         |         |         |             |   |           |           |
|  | Gwardia Warszawa | 0            | 1        | 1        |   | Djurgården  | 1      | 0      | 1      |        |  |             |         |         |         |         |             |   |           |           |
|  |                  |              |          |          |   | Djurgården  | 1      | 0      | 1      |        |  |             |         |         |         |         |             |   |           |           |
|  |                  | Hibernian    | 3        | 1        | 4 |             |        |        |        |        |  |             |         |         |         |         |             |   |           |           |
|  | Rot-Weiss Essen  | Hibernian    | 3        | 1        | 4 | 0           | 1      | 1      |        |        |  |             |         |         |         |         |             |   |           |           |
|  | Rot-Weiss Essen  |              |          |          |   | 0           | 1      | 1      |        |        |  |             |         |         |         |         |             |   |           |           |
|  | Hibernian        | 4            | 1        | 5        |   |             |        |        |        |        |  |             |         |         |         |         |             |   |           |           |

## Vòng một
| Đội 1           | TTS  | Đội 2            | Lượt đi | Lượt về |
| --------------- | ---- | ---------------- | ------- | ------- |
| Sporting CP     | 5–8  | Partizan         | 3–3     | 2–5     |
| Vörös Lobogó    | 10–4 | Anderlecht       | 6–3     | 4–1     |
| Servette        | 0–7  | Real Madrid      | 0–2     | 0–5     |
| Rot-Weiss Essen | 1–5  | Hibernian        | 0–4     | 1–1     |
| Djurgården      | 4–1  | Gwardia Warszawa | 0–0     | 4–1     |
| AGF Aarhus      | 2–4  | Stade Reims      | 0–2     | 2–2     |
| Rapid Wien      | 6–2  | PSV Eindhoven    | 6–1     | 0–1     |
| Milan           | 7–5  | Saarbrücken      | 3–4     | 4–1     |

### Lượt đi
| Sporting CP                 | 3–3     | Partizan                            |
| --------------------------- | ------- | ----------------------------------- |
| Martins 14', 78' · Quim 65' | Báo cáo | M. Milutinović 45', 50' · Bobek 73' |

| Vörös Lobogó                                                       | 6–3     | Anderlecht                             |
| ------------------------------------------------------------------ | ------- | -------------------------------------- |
| Szimcsák I 8' · Palotás 25', 59', 80' · Hidegkuti 28' · Sándor 83' | Báo cáo | Vanderwilt 7' · Van Den Bosch 39', 79' |

| Servette | 0–2     | Real Madrid          |
| -------- | ------- | -------------------- |
|          | Báo cáo | Muñoz 74' · Rial 89' |

| Rot-Weiss Essen | 0–4     | Hibernian                                      |
| --------------- | ------- | ---------------------------------------------- |
|                 | Báo cáo | Turnbull 35', 53' · L. Reilly 44' · Ormond 81' |

| Djurgården | 0–0     | Gwardia Warszawa |
| ---------- | ------- | ---------------- |
|            | Báo cáo |                  |

| AGF Aarhus | 0–2     | Stade Reims      |
| ---------- | ------- | ---------------- |
|            | Báo cáo | Glovacki 7', 72' |

| Rapid Wien                                                          | 6–1     | PSV Eindhoven |
| ------------------------------------------------------------------- | ------- | ------------- |
| A. Körner 12', 62', 82' · Mehsarosch 55' · Hanappi 56' · Probst 60' | Báo cáo | Fransen 18'   |

| Milan                                         | 3–4     | Saarbrücken                                          |
| --------------------------------------------- | ------- | ---------------------------------------------------- |
| Frignani 15' · Schiaffino 33' · Dal Monte 37' | Báo cáo | Krieger 5' · Philippi 43' · Schirra 67' · Martin 69' |

### Lượt về
| Real Madrid                                                 | 5–0     | Servette |
| ----------------------------------------------------------- | ------- | -------- |
| Di Stéfano 29', 61' · Iglesias 44' · Rial 46' · Molowny 54' | Báo cáo |          |

Real Madrid thắng 7–0 sau hai lượt.
| Partizan                                      | 5–2     | Sporting CP      |
| --------------------------------------------- | ------- | ---------------- |
| M. Milutinović 15', 29', 64', 74' · Jocić 88' | Báo cáo | Brandão 49', 77' |

Partizan thắng 8–5 sau hai lượt.
| Hibernian   | 1–1     | Rot-Weiss Essen |
| ----------- | ------- | --------------- |
| Buchanan 5' | Báo cáo | Abromeit 47'    |

Hibernian thắng 5–1 sau hai lượt.
| Gwardia Warszawa | 1–4     | Djurgården                           |
| ---------------- | ------- | ------------------------------------ |
| Baszkiewicz 14'  | Báo cáo | Eriksson 5', 17', 22' · Sandberg 29' |

Djurgården thắng 4–1 sau hai lượt.
| Anderlecht        | 1–4     | Vörös Lobogó                                            |
| ----------------- | ------- | ------------------------------------------------------- |
| Van Den Bosch 38' | Báo cáo | Hidegkuti 25' · Lantos 78' · Palotás 85' · Kovács I 86' |

Vörös Lobogó thắng 10–4 sau hai lượt.
| Stade Reims               | 2–2     | AGF Aarhus                                 |
| ------------------------- | ------- | ------------------------------------------ |
| Glovacki 47' · Bliard 60' | Báo cáo | Erik Bechmann Jensen 77' · Bjerregaard 83' |

Stade Reims thắng 4–2 sau hai lượt.
| PSV Eindhoven | 1–0     | Rapid Wien |
| ------------- | ------- | ---------- |
| Fransen 9'    | Báo cáo |            |

Rapid Wien thắng 6–2 sau hai lượt.
| Saarbrücken | 1–4     | Milan                                         |
| ----------- | ------- | --------------------------------------------- |
| Binkert 32' | Báo cáo | Valli 8', 77' · Puff 75' (l.n.) · Beraldo 86' |

Milan thắng 7–5 sau hai lượt.

## Tứ kết
| Đội 1       | TTS | Đội 2        | Lượt đi | Lượt về |
| ----------- | --- | ------------ | ------- | ------- |
| Djurgården  | 1–4 | Hibernian    | 1–3     | 0–1     |
| Stade Reims | 8–6 | Vörös Lobogó | 4–2     | 4–4     |
| Real Madrid | 4–3 | Partizan     | 4–0     | 0–3     |
| Rapid Wien  | 3–8 | Milan        | 1–1     | 2–7     |

### Lượt đi
| Djurgården | 1–3     | Hibernian                                     |
| ---------- | ------- | --------------------------------------------- |
| Eklund 1'  | Báo cáo | Combe 18' · Mulkerrin 49' · Olsson 86' (l.n.) |

| Stade Reims                                  | 4–2     | Vörös Lobogó                     |
| -------------------------------------------- | ------- | -------------------------------- |
| Glovacki 14' · Leblond 33', 57' · Bliard 42' | Báo cáo | Szolnok 34' · Lantos 77' (ph.đ.) |

| Real Madrid                                   | 4–0     | Partizan |
| --------------------------------------------- | ------- | -------- |
| Castaño 12', 23' · Gento 36' · Di Stéfano 70' | Báo cáo |          |

| Rapid Wien            | 1–1     | Milan       |
| --------------------- | ------- | ----------- |
| R. Körner 26' (ph.đ.) | Báo cáo | Nordahl 20' |

RSSSF ghi lại rằng bàn thắng là của Robert Körner, trong khi trang của UEFA ghi rằng bàn thắng là của Alfred Körner

### Lượt về
| Hibernian    | 1–0     | Djurgården |
| ------------ | ------- | ---------- |
| Turnbull 70' | Báo cáo |            |

Hibernian thắng 4–1 sau hai lượt.
| Vörös Lobogó                                       | 4–4     | Stade Reims                                 |
| -------------------------------------------------- | ------- | ------------------------------------------- |
| Lantos 11' (ph.đ.), 74' (ph.đ.) · Palotás 53', 82' | Báo cáo | Glovacki 6' · Bliard 20', 44' · Templin 52' |

Stade Reims thắng 8–6 sau hai lượt.
| Partizan                                      | 3–0     | Real Madrid |
| --------------------------------------------- | ------- | ----------- |
| Milutinović 24', 87' · Mihajlović 46' (ph.đ.) | Báo cáo |             |

Real Madrid thắng 4–3 sau hai lượt.
| Milan                                                                             | 7–2     | Rapid Wien               |
| --------------------------------------------------------------------------------- | ------- | ------------------------ |
| Mariani 15' · Nordahl 23', 50' · Ricagni 26', 63' · Frignani 56' · Schiaffino 75' | Báo cáo | Golobic 35' · Dienst 59' |

Milan thắng 8–3 sau hai lượt.

## Bán kết
| Đội 1       | TTS | Đội 2     | Lượt đi | Lượt về |
| ----------- | --- | --------- | ------- | ------- |
| Stade Reims | 3–0 | Hibernian | 2–0     | 1–0     |
| Real Madrid | 5–4 | Milan     | 4–2     | 1–2     |

### Lượt đi
| Stade Reims              | 2–0     | Hibernian |
| ------------------------ | ------- | --------- |
| Leblond 67' · Bliard 89' | Báo cáo |           |

| Real Madrid                                         | 4–2     | Milan                       |
| --------------------------------------------------- | ------- | --------------------------- |
| Rial 6' · Iglesias 25' · Olsen 40' · Di Stéfano 62' | Báo cáo | Nordahl 9' · Schiaffino 30' |

### Lượt về
| Hibernian | 0–1     | Stade Reims  |
| --------- | ------- | ------------ |
|           | Báo cáo | Glovacki 57' |

Stade Reims thắng 3–0 sau hai lượt.
| Milan                              | 2–1     | Real Madrid  |
| ---------------------------------- | ------- | ------------ |
| Dal Monte 69' (ph.đ.), 86' (ph.đ.) | Báo cáo | Iglesias 65' |

Real Madrid thắng 5–4 sau hai lượt.

## Chung kết
| Real Madrid                                    | 4–3     | Stade Reims                            |
| ---------------------------------------------- | ------- | -------------------------------------- |
| Di Stéfano 14' · Rial 30', 79' · Marquitos 67' | Báo cáo | Leblond 6' · Templin 10' · Hidalgo 62' |

## Các cầu thủ ghi bàn nhiều nhất
8 bàn
- Miloš Milutinović (Partizan)

6 bàn
- Péter Palotás (Vörös Lobogó)
- Léon Glovacki (Stade Reims)

5 bàn
- René Bliard (Stade Reims)
- Héctor Rial (Real Madrid)
- Alfredo Di Stéfano (Real Madrid)

4 bàn
- Mihály Lantos (Vörös Lobogó)
- Gunnar Nordahl (Milan)
- Michel Leblond (Stade Reims)

3 bàn
- Alfred Körner (Rapid Wien)
- Hippolyte Van Den Bosch (Anderlecht)
- John Eriksson (Djurgården)
- Eddie Turnbull (Hibernian)
- Juan Alberto Schiaffino (Milan)
- Giorgio Dal Monte (Milan)
- Joseíto (Real Madrid)